# Pafawag 201E
Pafawag 201E (typ konstrukcyjny początkowo 7E, ostatecznie 201E oraz podtypy 201Ea, 201Ec/202E, 201Ed/103E, 201Eg i 201Eh, modernizacje typu 201Ek, 201El, 201Em i 201Eo, seria PKP ET22, seria ONCF E1000) – normalnotorowa ciężka towarowa lokomotywa elektryczna produkowana w latach 1969–1989 w zakładach Pafawag we Wrocławiu.
Łącznie wybudowano 1184 sztuki dla Polskich Kolei Państwowych oraz 23 egzemplarze dla marokańskiego przewoźnika ONCF. Lokomotywy te są eksploatowane w Polsce przez PKP Cargo i przewoźników prywatnych. Ponadto niektóre egzemplarze należące do PKP Cargo mogą poruszać się po sieci kolejowej w Czechach i na Słowacji.

## Historia

### Geneza
W latach 1956–1960 elektryfikowano około 100 km linii kolejowych rocznie, a od 1961 ponad dwukrotnie więcej. Wzrost tempa elektryfikacji w połączeniu ze wzrostem przewozów towarowych spowodował brak lokomotyw elektrycznych do ruchu towarowego. W związku z tym rozpoczęto prace nad nowym modelem.
W 1964 Centralne Biuro Konstrukcyjne Przemysłu Taboru Kolejowego, na podstawie wytycznych Centralnego Zarządu Trakcji Ministerstwa Komunikacji oraz założeń autorstwa Centralnego Ośrodka Badań i Rozwoju Techniki Kolejnictwa, zaczęło opracowywać dokumentację nowego elektrowozu sześcioosiowego. Podstawowym zadaniem było wykorzystanie zunifikowanego wyposażenia lokomotywy typu 4E oraz tych samych silników trakcyjnych i układów napędowych. PKP były zainteresowane elektrowozem czysto towarowym, projektanci natomiast byli za pozostawieniem charakterystyki uniwersalnej i przewidzieli dla nowego modelu oznaczenie serii EU22.
Prace nad lokomotywą, której pierwotnie nadano oznaczenie typu 7E, trwały do 1966 i wówczas planowano, że prototyp zostanie wykonany w Pafawagu na przełomie lat 1967/1968. Ostatecznie pierwsze dwa pojazdy, których typ w międzyczasie wraz ze zmianą zasad zmieniono na 201E, powstały pod koniec 1969 i zostały przez PKP oznaczone ET22-001 i 002. Wbrew charakterystyce przydzielono im serię ET22 przewidzianą dla elektrowozów towarowych.

### Produkcja

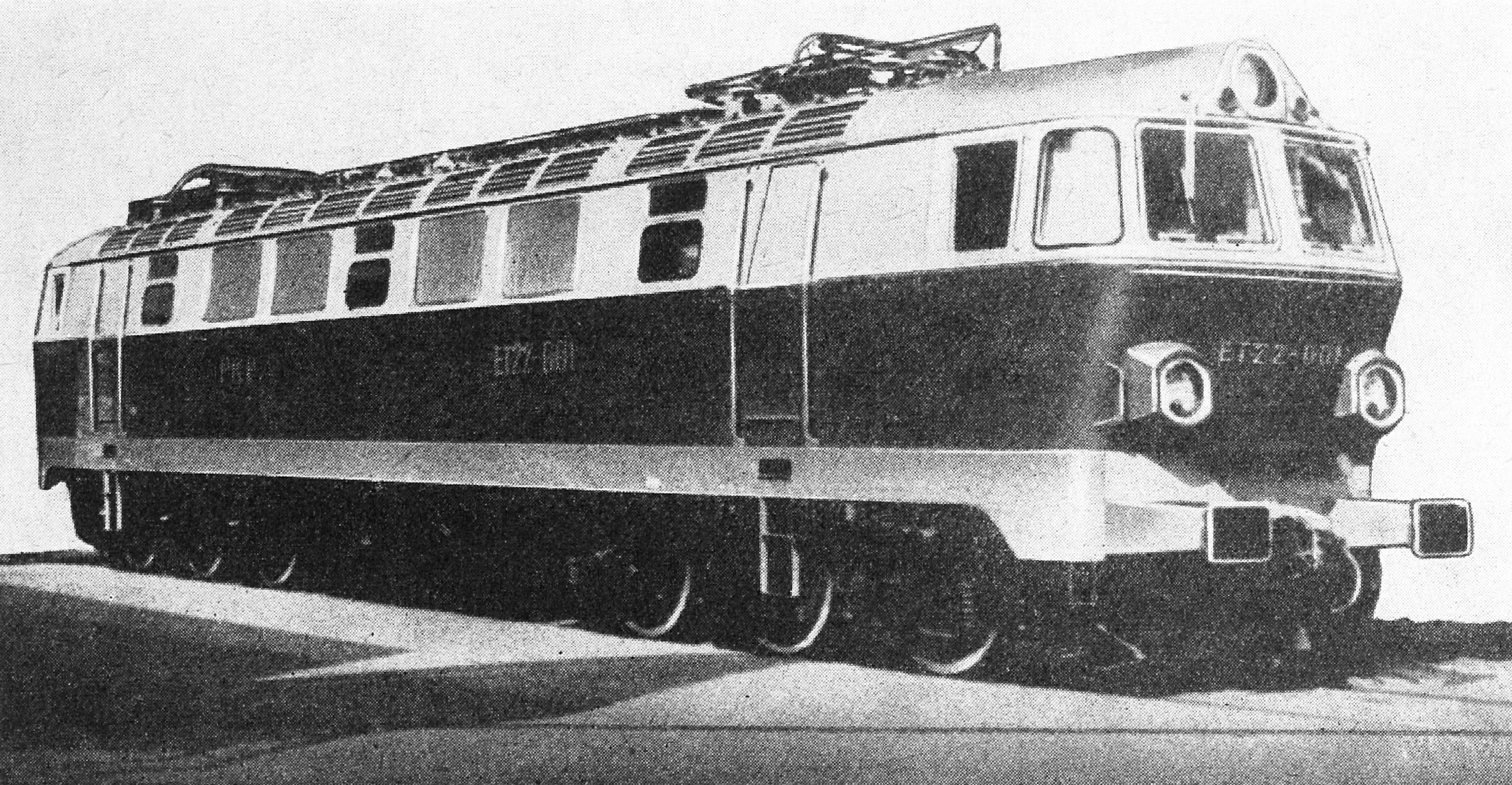
ET22-001

W czerwcu 1971 zakończono testy pierwszych dwóch egzemplarzy i rozpoczęto przygotowania do produkcji serii informacyjnej. Do końca tego roku wykonano 10 lokomotyw o numerach od 003 do 012. W 1972 produkcja osiągnęła poziom 30 sztuk, a w kolejnych latach liczba ta została podwojona przy ograniczeniu produkcji pozostałych typów lokomotyw. W II połowie lat 70., gdy elektrowozy typu 201E były jedynymi lokomotywami produkowanymi przez Pafawag, wytwarzano ich 90 rocznie. Rekord padł w 1978, kiedy to fabryka wybudowała 94 lokomotywy 201E.
W 1972 CBK PTK wykonało dokumentację elektrowozu typu 201Ea ze zmienionym przełożeniem przekładni głównych oraz sposobem smarowania i uszczelnieniem łożysk zawieszenia wału. W marcu 1973 ukończono jego prototyp, który PKP oznaczyło EP23-001.
W 1973 wykonano dokumentację odmiany z kilkoma zmianami dotyczącymi m.in. wózków. Odmiana ta została opracowana w dwóch wersjach: towarowej 201Ec o prędkości 125 km/h i pasażerskiej 201Ed o prędkości 160 km/h. Na początku 1978 zbudowano dwa prototypy typu 201Ec, który potem zmieniono na 202E. Lokomotywy te miały zmodyfikowane podparcie pudła, gniazda sterowania wielokrotnego i inne drobne usprawnienia oraz były przystosowane do zabudowy sprzęgu samoczynnego. Początkowo otrzymały one numery 501 i 502, następnie 701 i 702, a ostatecznie 1001 i 1002. Mimo możliwości jazdy w trakcji ukrotnionej, lokomotywy te nigdy nie pracowały ze sobą. Ich duża moc powodowała palenie się urządzeń elektrycznych w drugiej lokomotywie oraz zrywanie sprzęgów śrubowych. Lokomotywy typu 201Ed, której oznaczenie zmieniono potem na 103E, ostatecznie nie wyprodukowano.
W latach 1973–1974 Centrala Handlu Zagranicznego Kolmex i marokańskie koleje ONCF ustaliły warunki i podpisały kontrakt na dostawę lokomotyw elektrycznych. W 1974 opracowano projekt elektrowozu uwzględniający wymagania zamawiającego, a w latach 1975–1976 Pafawag wykonał i dostarczył 23 lokomotywy typu 201Eg. W stosunku do pierwowzoru były one najbardziej zmodyfikowane ze wszystkich lokomotyw ze względu na specyficzne warunki klimatyczne. Zastosowano m.in. stanowisko maszynisty po lewej stronie i zmienione pantografy. Produkcja pojazdów na eksport wiązała się z ograniczeniem produkcji dla PKP.
W 1987 rozpoczęto dostawy lokomotyw typu 201Eh, które konstrukcyjnie nie różniły się od elektrowozów typu 201E.
Ogółem w latach 1969–1989 wyprodukowano 1184 egzemplarze elektrowozów typu 201E i pochodnych dla PKP oraz 23 sztuki dla Maroka.

### Modernizacje
PKP, od momentu zakończenia produkcji elektrowozów typu 201E w 1989, przez kilkanaście lat nie zakupiły żadnej innej lokomotywy do prowadzenia pociągów towarowych, w związku z czym na początku XXI w. pojawiła się potrzeba modernizacji posiadanych pojazdów. 23 grudnia 2003 PKP Cargo podpisało umowę z Zakładami Naprawczymi Lokomotyw Elektrycznych w Gliwicach na wykonanie gruntownej modernizacji jednej lokomotywy serii ET22. W wyniku przebudowy miał powstać prototyp, który zapewniałby m.in. lepsze warunki pracy maszynisty, łatwą obsługę i tanią eksploatację, zwiększenie niezawodności i bezpieczeństwa, podniesienie własności jezdnych oraz ograniczenie oddziaływania na środowisko. W 2004 ukończona została modernizacja do typu 201Em według dokumentacji opracowanej przez Instytut Pojazdów Szynowych „Tabor”. Przebudowany elektrowóz ET22-315 otrzymał oznaczenie ET22-2000, a dzięki jego udanej eksploatacji przewoźnik zdecydował się na zamówienie serii modernizacji. 12 września 2007 zawarto umowę na przebudowę 49 lokomotyw serii ET22, a w grudniu zamówiono dodatkowe 4 modernizacje. W latach 2009–2010 ZNLE Gliwice wykonały kolejne przebudowy do typu 201Em, w ramach których powstały elektrowozy ET22 o numerach od 2001 do 2027. W połowie sierpnia 2010 PKP Cargo postanowiło zmniejszyć zakres modernizacji tej serii, a ostatecznie zaprzestać ich. Do 2011 wykonano jeszcze 20 tzw. małych modernizacji do typu 201Ek, a wyremontowane w ten sposób elektrowozy oznaczono numerami od 2028 do 2047.
Od 30 stycznia do września 2012 ZNLE zmodernizowały 17 lokomotyw 201E do typu 201El. PKP Cargo nadało im numery od 1201 do 1217.
W styczniu 2012 ZNTK Oleśnica kupiły 8 lokomotyw od kolei marokańskich ONCF z zamiarem dostosowania ich do polskich standardów, wykonania modernizacji oraz sprzedaży. Pierwsza z tych lokomotyw jesienią 2012 została zakupiona przez spółkę Rail Polska i otrzymała oznaczenie 201Eo.

## Konstrukcja

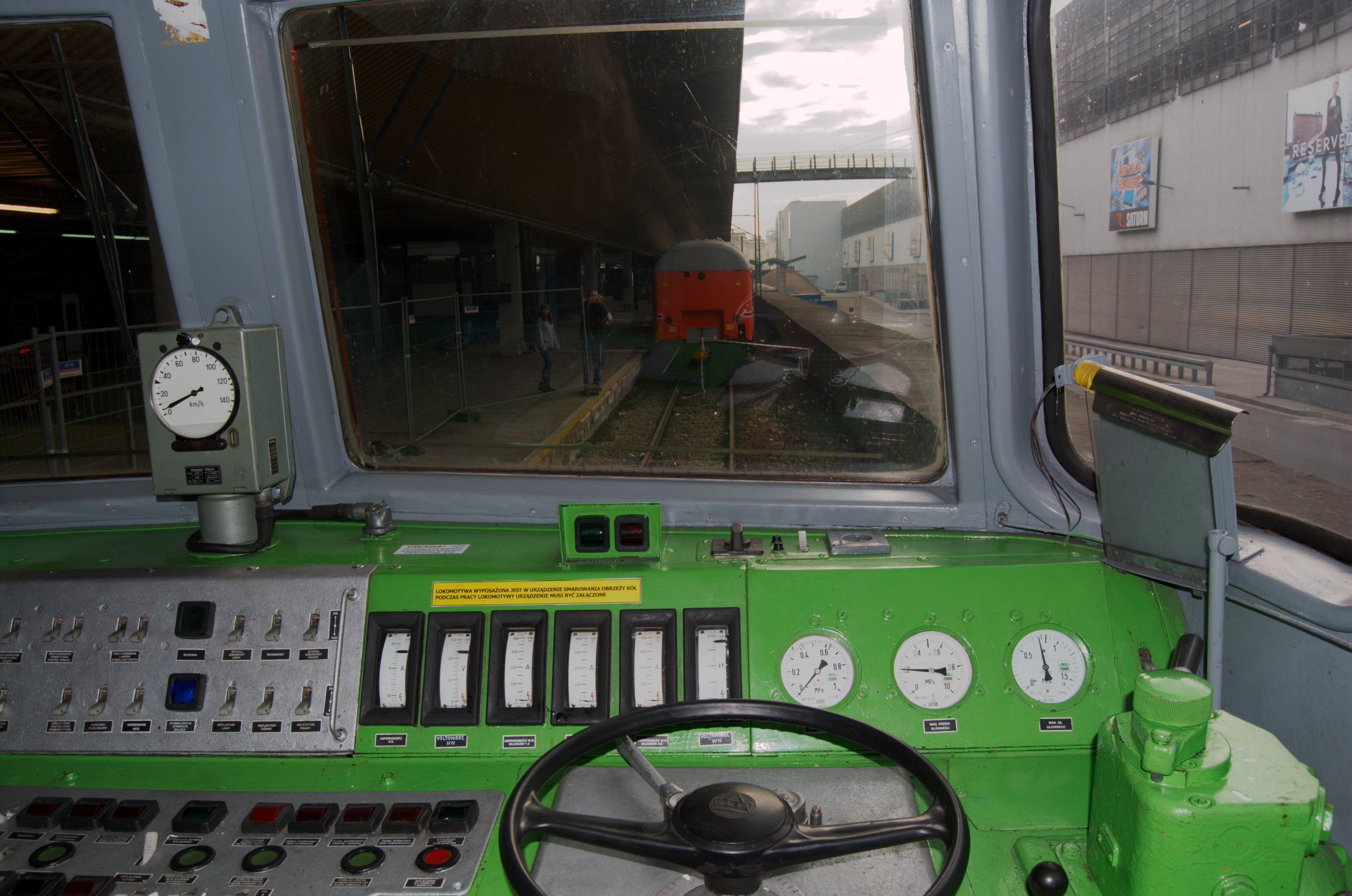
Kabina maszynisty

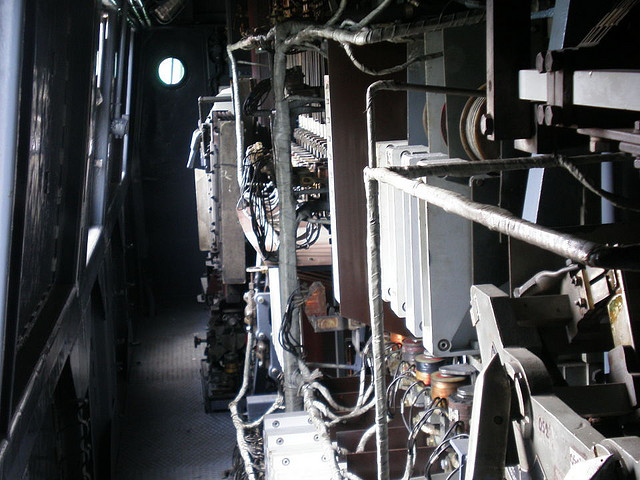
Szafa wysokiego napięcia

### Nadwozie
Pudło lokomotywy wraz z ostoją stanowi całkowicie spawaną konstrukcję samonośną. Górne części ścian bocznych, w przeciwieństwie do wcześniej budowanych lokomotyw, nachylono do środka w celu zachowania skrajni określonej przez przepisy UIC. Po każdej ze stron umieszczono dwie pary jednoskrzydłowych drzwi wejściowych prowadzących do przedziałów maszynowych.
Na dachu umieszczono pantografy wraz z odłącznikami i urządzeniami odgromowymi. Nad przedziałami z wyposażeniem elektrycznym dach został wykonany jako segmenty, które można zdemontować w przypadku potrzeby demontażu aparatury.

### Wnętrze
Wnętrze elektrowozu jest podzielone na 5 pomieszczeń – na końcach znajdują się kabiny maszynisty, nad wózkami przedziały maszynowe, a na środku przedział wysokiego napięcia.
W każdej maszynowni zainstalowano główny agregat sprężarkowy, przetwornicę z wentylatorem chłodzenia silników trakcyjnych jednego wózka, szafę niskiego napięcia oraz aparaturę pneumatyczną. Dodatkowo w przedziale A zabudowano zespół sprężarki pomocniczej umożliwiający podniesienie pantografu i uruchomienie pojazdu. Po lewej stronie lokomotywy znajdują się drzwi prowadzące z maszynowni do korytarza łączącego obydwa przedziały, a po prawej ryglowane drzwi do przedziału wysokiego napięcia. Ponadto z przedziału maszynowego dwie pary drzwi prowadziły do kabiny.
W przedziałach wysokiego napięcia umieszczono wyłącznik szybki i dwie szafy z aparaturą, w tym szafę oporów rozruchowych.

### Podwozie
Lokomotywa została oparta na dwóch trzyosiowych wózkach, których ramy wykonano ze spawanych z blach belek o profilu zamkniętym. Na zestawach kołowych opierają się one za pośrednictwem sprężyn śrubowych i opartych na amortyzatorach gumowych resorów piórowych połączonych wahaczami. Zestawy kołowe były prowadzone bezluzowo za pomocą cięgieł poziomych w systemie Alsthoma z elementami gumowymi. Zawieszenie pudła stanowiły skośne wieszaki, których końce połączono z pośrednimi belkami poprzecznymi opartymi na ramie wózka za pomocą gumowych bloków.

### Napęd
Konstrukcja układu napędowego lokomotywy typu 201E jest tożsama z lokomotywą typu 4E. W ramach wózków zamontowano łącznie 6 silników trakcyjnych typu EE541 o łącznej mocy ciągłej 3 MW. Są one usprężynowane względem zestawów kołowych, a ich moment obrotowy jest przenoszony na każdą z osi przez jednostronną przekładnię zębatą o zębach prostych i przełożeniu 79:18.

## Eksploatacja

### Polska

#### PKP

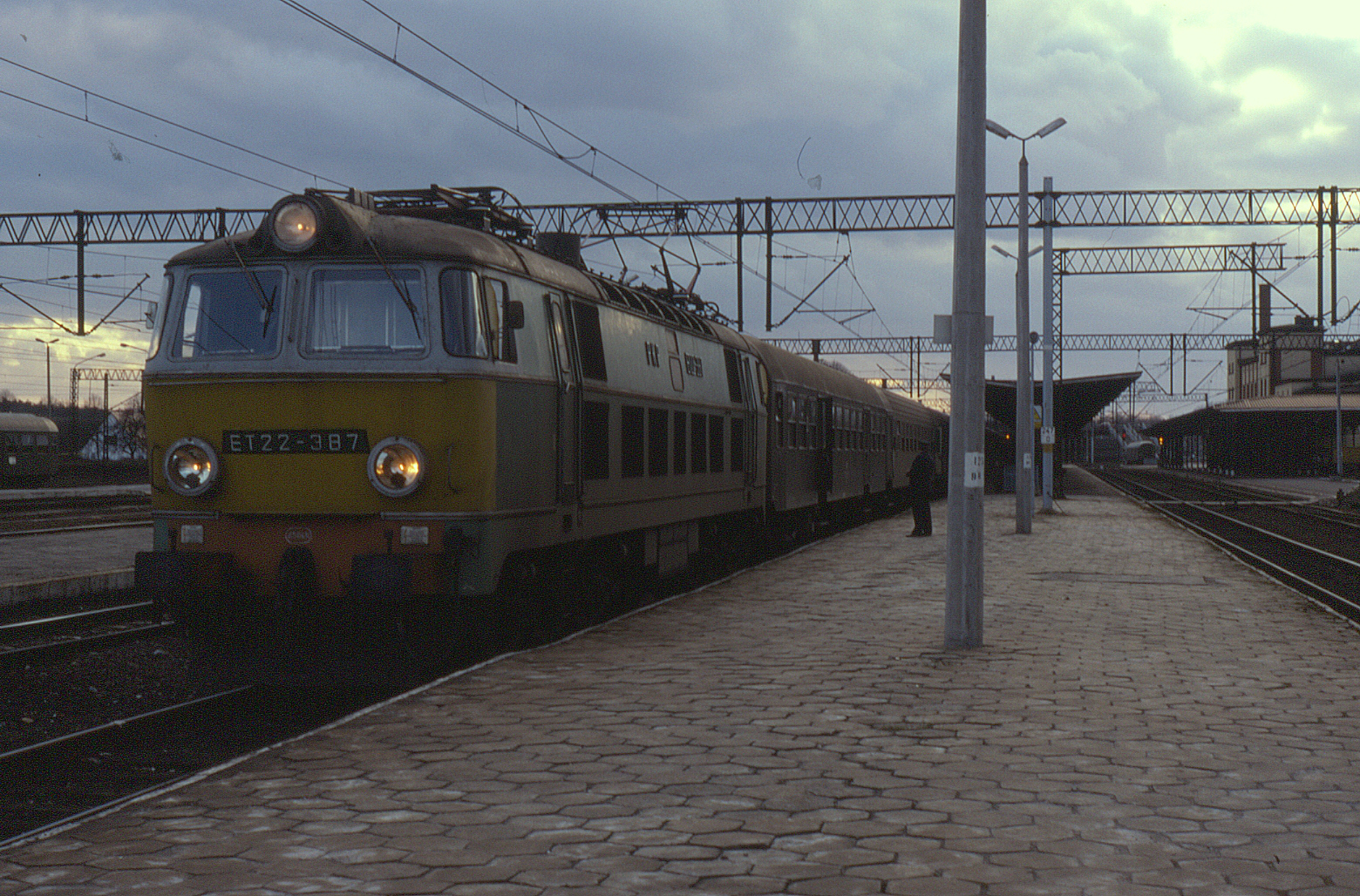
ET22-387 w Pile (1994)

18 i 19 listopada 1969 komisyjnie odebrany został prototyp ET22-001, a niedługo potem również egzemplarz z numerem 002. Lokomotywy, będące własnością Pafawagu, oddelegowano do Lokomotywowni Kraków Prokocim. Odpowiednio 21 grudnia i 4 lutego 1970 odbyły one jazdy próbne na trasie z Wrocławia do Jeleniej Góry. Następnie przez około półtora roku pojazdy testowano w ruchu towarowym i pasażerskim. W międzyczasie były oddelegowane do Warszawy, po czym wróciły do Krakowa. Ostatecznie w czerwcu 1971 zakończono okres próbny, a we wrześniu przewoźnikowi przekazano do odbioru dwa pierwsze egzemplarze seryjne.
Lokomotywy z lat 1971–1972 kierowano do DOKP Lublin i początkowo koncentrowano w Elektrowozowni Skarżysko-Kamienna. Ich podstawowym zadaniem w tej jednostce było zastępowanie lokomotyw serii ET21 na trudnej, ze względu na zmienny profil, linii Strzemieszyce – Sędziszów – Skarżysko – Dęblin. W październiku 1972 i lutym 1974 do Lublina trafiły również obydwa prototypy.
6 kwietnia 1973 na stan elektrowozowni Warszawa Olszynka Grochowska została przyjęta lokomotywa EP23-001, po czym przystąpiono do jej eksploatacji obserwowanej. W ramach testów elektrowóz prowadził pociągi towarowe na trasach z Warszawy do Łukowa i Poznania. Ponadto 11 i 12 maja pojazd zastąpił lokomotywę serii EP08 na czele pociągów pasażerskich w celu sprawdzenia stopnia nagrzewania łożysk. 27 maja w lokomotywie EP23-001 ciągnącej pociąg towarowy na odcinku Łuków – Warszawa uszkodzeniu uległ wirnik jednego z silników trakcyjnych. Naprawa gwarancyjna egzemplarza po tym zdarzeniu trwała do 6 października. Ponadto w całym okresie testów lokomotywa trzy razy uległa małym awariom, przez które na pewien czas musiała zostać wyłączona z ruchu. W czerwcu 1976 Centralny Zarząd Trakcji zdecydował o przebudowie elektrowozów pasażerskich z łożyskami ślizgowymi na lokomotywy o przełożeniu 79:18. Lokomotywa EP23-001 została zmodyfikowana w ZNLE Gliwice w ramach naprawy R2 w okresie od 14 czerwca 1978 do 31 stycznia 1979, po czym została oznaczona jako ET22-121. 17 czerwca 1981 lokomotywę przeniesiono do MD Łódź Olechów, a 10 czerwca 1991 do Rybnika. W styczniu 1995 elektrowóz został wycofany z eksploatacji, w trakcie której obsługiwał głównie ruch towarowy i osiągał przebieg od 4000 do 7000 km miesięcznie. 20 października 1998 pojazd skreślono z inwentarza z przebiegiem ponad 1,3 mln km oraz odstawiono w Jaworzynie Śląskiej, gdzie uległ dewastacji. W 2012 lokomotywa należąca do Muzeum Przemysłu i Kolejnictwa na Śląsku została odrestaurowana ze środków Bombardier Transportation Polska.
Od wiosny 1973 nowe lokomotywy serii ET22 trafiały do DOKP Poznań ze względu na elektryfikację w rejonie Ostrowa. W 1974 jeden egzemplarz przypisano również do DOKP Wrocław, a w 1975 dostawy ET22 realizowano dla DOKP Lublin, Poznań, Wrocław i Kraków.
W 1976 pierwsze lokomotywy tej serii otrzymała DOKP Warszawa, w 1978 DOKP Szczecin, a w 1979 DOKP Katowice. W lutym 1981 liczba eksploatowanych ET22 przekroczyła liczbę ET21, których było wówczas 644. Od tamtej pory była to najliczniejsza seria lokomotyw elektrycznych PKP. W 1983 po tym, jak 6 elektrowozów ET22 przydzielono do DOKP Gdańsk, seria była obecna we wszystkich 8 Dyrekcjach Okręgowych.
Do końca lat 80. ilostany poszczególnych lokomotywowni zwiększano dzięki dostawom fabrycznie nowych lokomotyw ET22. Na początku kolejnej dekady, po zakończeniu przez Pafawag produkcji elektrowozów towarowych, rozpoczęto likwidację serii ET21, a w połączeniu ze spadkiem przewozów powstałe nadwyżki serii ET22 przemieszczano między lokomotywowniami.
Do połowy 1997 z inwentarza PKP skreślone zostały 33 lokomotywy serii ET22. W 1998 do kasacji przeznaczono 109, a rok później 83 elektrowozy tej serii.

#### PKP Cargo
1 października 2001 została utworzona spółka PKP Cargo, która przejęła od PKP pojazdy trakcyjne z wyłączeniem zespołów trakcyjnych i autobusów szynowych. W latach 2001–2002 eksploatowała ona 954 lokomotywy serii ET22. W 2003 liczba ta spadła do 913, a w 2004 wzrosła do 929 i taka pozostała do 2007.
W 2007 lokomotywa ET22-1118 została jako pierwsza lokomotywa tej serii dopuszczona do ruchu na liniach SŽDC w Czechach. Wymagało to zamontowania na jednym z pantografów węglowej nakładki ślizgacza. 30 maja po raz pierwszy przekroczyła ona granicę polsko-czeską i doprowadziła do stacji Ostrava-Bartovice pociąg z koksem, natomiast następnego dnia wróciła do Polski. W 2016 PKP Cargo dysponowało 24 lokomotywami serii ET22 dopuszczonymi do ruchu w Czechach.
Pod koniec kwietnia 2008 seria ET22 otrzymała świadectwo dopuszczenia do ruchu również po sieci ŽSR na Słowacji. Lokomotywy o numerach 093, 165, 202, 592 i 1118 wyposażono w pantograf z nakładką węglową, a przy okazji obydwa odbieraki zmieniono na połówkowe.
W 2008 przewoźnik użytkował 939 lokomotyw ET22, rok później o jedną mniej, a w 2010, podobnie jak w latach 2004–2007, 929 sztuk.
Pod koniec sierpnia 2015, po pięcioletniej przerwie, została przywrócona do ruchu pierwsza lokomotywa seryjna typu 201E oznaczona jako ET22-003. Elektrowóz otrzymał barwy i inne elementy wyglądu charakterystyczne dla początkowych lat eksploatacji pojazdów tej serii. W lipcu 2016 natomiast egzemplarz ET22-233, który od lutego 2012 oczekiwał na skreślenie, przeszedł naprawę, w ramach której również otrzymał historyczne malowanie.
Nie były to jednak jedyny przypadek, gdyż w styczniu 2018 roku podczas napraw rewizyjnych odnowiono zielone malowanie lokomotywy ET22-980, które było stosowane w latach 2002–2008 zachowując przy tym charakterystyczne aluminiowe tablice oraz metalowe kratki ozdobne na reflektorach. Dwa miesiące później naprawę opuściła ET22-933 z historycznym malowaniem z żółtym czołem. 9 października kolejna lokomotywa ET22-939 otrzymała historyczne malowanie z lat 90 z malowaniem z żółtym pasem. 31 maja 2019 roku ukończono naprawę ET22-676 której przywrócono historyczne malowanie z lat 80 oliwkowo-zielone, które zastąpiło na maszynie firmowe malowanie spółki.
31 stycznia 2017 PKP Cargo skreśliło ze stanu 68 elektrowozów serii ET22 przewidzianych do kasacji. W czerwcu przewoźnik ogłosił przetarg na złomowanie 73 lokomotyw tej serii.
25 listopada 2019 roku PKP Cargo zmieniło status dwóm lokomotywom ET22 o numerach 490 i 497 z oczekuje skreślenia (nadany na początku 2012 roku) na oczekuje rewizji.

#### Przewozy Regionalne

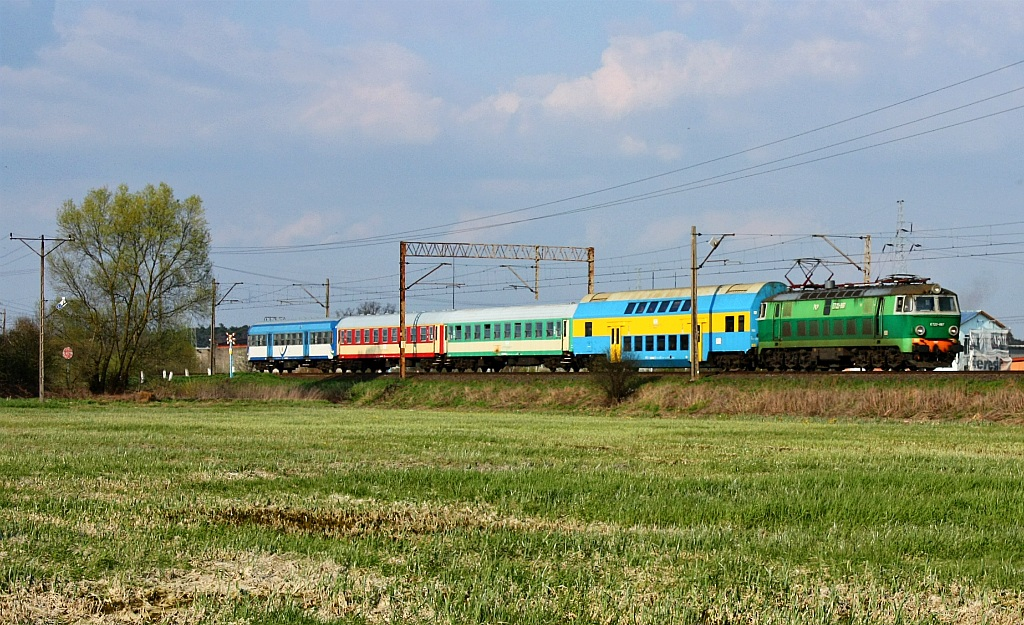
ET22-887 z pociągiem IR (2011)

W 2008 Przewozy Regionalne rozpoczęły wynajem lokomotyw elektrycznych od PKP Cargo. Były one wykorzystywane w ruchu pasażerskim do prowadzenia pociągów interREGIO. Pod koniec 2009 przewoźnik eksploatował 27 elektrowozów serii ET22.
3 marca 2012 lokomotywa ET22-1105 prowadząca pociąg IR została zniszczona w katastrofie kolejowej pod Szczekocinami.
Pod koniec 2012, wraz z wejściem w życie nowego rozkładu jazdy, Przewozy Regionalne zakończyły dzierżawę lokomotyw serii ET22 od PKP Cargo.

#### Koleje Śląskie
Pod koniec listopada 2012 Koleje Śląskie wypożyczyły od PKP Cargo 5 lokomotyw serii ET22 na okres od grudnia 2012 do marca 2013.

#### Prywatni przewoźnicy
Pod koniec lat 90. Polskie Koleje Państwowe wycofały z eksploatacji około 200 lokomotyw serii ET22, które ze względu na spadek przewozów towarowych stały się zbędne. Kilka z nich nie zostało jednak złomowanych, lecz dzięki pośrednikom trafiło do zakładów naprawczych. Tam wyremontowano je wedle potrzeb, a następnie elektrowozy te zostały zakupione przez przewoźników prywatnych i zasiliły ich parki taborowe.
Pierwszym egzemplarzem, który trafił do przewoźnika spoza PKP, była lokomotywa ET22-276. 25 grudnia 1998 została ona skreślona z inwentarza, a w grudniu 1999 stała się własnością Kopalni Piasku „Kuźnica Warężyńska” i otrzymała oznaczenie 201E-277.
W następnych latach nastąpił rozwój prywatnych przewoźników, przez co nie było możliwości kupna bądź dzierżawy pojazdów trakcyjnych w kraju. Próby pozyskania taboru z Czech i Słowacji również kończyły się niepowodzeniem, dlatego zdecydowano się na inne rozwiązanie. W 2003 ówczesny CTL Rail kupił od marokańskiego przewoźnika ONCF lokomotywy E1003, E1018 i E1021. 13 grudnia 2003 rozładowano je w gdyńskim porcie, a 17 lutego 2004 skierowano do ZNTK Oleśnica. Po dostosowaniu do polskich warunków elektrowozy zostały oznaczone jako ET22-R001, R002 i R003 oraz przeznaczone do obsługi przewozów towarowych. W tym samym roku przewoźnik pozyskał także egzemplarze o numerach R004, R005 i 468.
W 2006 zainteresowanie prywatnych przewoźników elektrowozami typu 201E zaczęło maleć na rzecz lokomotyw serii 181 i 182 o podobnej mocy, ale większej sile pociągowej. Wówczas przez prywatnych przewoźników użytkowanych było razem 11 elektrowozów typu 201E: 10 przez CTL Rail oraz 1 przez PTKiGK Zabrze, który rok później stał się własnością PTK Holding.
20 kwietnia 2012 w ZNTKiM Gdańsk ukończono naprawę główną elektrowozu 201E-277, który następnie trafił do spółki Wiskol. 22 października przewoźnik Rail Polska rozpoczął eksploatację lokomotywy 201Eo-001, natomiast 21 stycznia 2013 do PHU Lokomotiv trafił elektrowóz 201Eo-007.
Na początku 2014 prywatni przewoźnicy eksploatowali 20 elektrowozów typu 201E, z czego 11 powróciło do Polski z Maroka. Lokomotywy te były użytkowane przez CTL Logistics, Rail Polska i Orlen KolTrans. W połowie tego roku w użytku były także kolejne 3 byłe elektrowozy ONCF należące do Ecco Rail. Ponadto jedna z lokomotyw typu 201Eo tej spółki była dzierżawiona przez Pol-Miedź Trans.
ZPNTMiUT Dębica stał się kolejnym użytkownikiem nabywając od PKP Cargo trzy egzemplarze tej serii o numerach: 133, 335, 350 lub 286 (w zależności od źródeł), które skreślono ze stanu spółki w 2012 roku. Dokładna data ich zakupu nie jest znana. 26 marca 2014 roku ET22-350 lub 286 przeszedł naprawę główną połączoną z modernizacją i dodatkowo pojazd dostał oznaczenie ET22-1034-5281. 18 maja 2014 roku zakończono naprawę ET22-133 która otrzymała numer 1034-5151, a ET22-335 zakończono 17 września 2016 roku nadając jej numer 1034-5331.

### Maroko

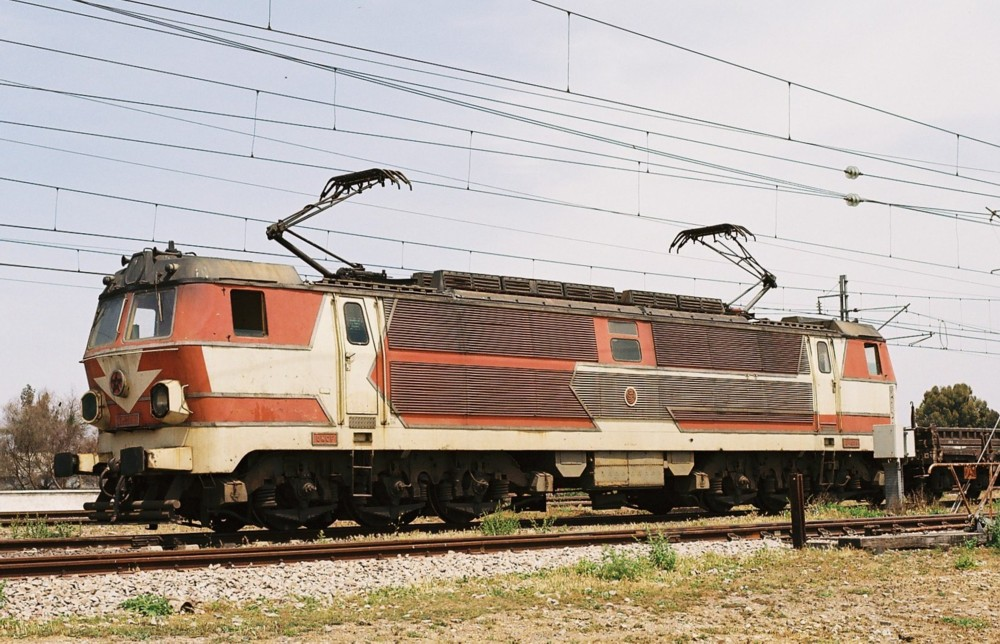
E1006 w Maroku (2005)

W okresie od listopada 1975 do lipca 1976 ONCF otrzymał 23 lokomotywy typu 201Eg i rozpoczął ich eksploatację. Były to wówczas najnowocześniejsze elektrowozy w Maroku.
Początkowo, podobnie jak w Polsce, lokomotywy serii E1000 miały zastosowanie uniwersalne. Ciągnęły one głównie pociągi towarowe po głównej magistrali kończącej się na południu na stacji Marrakesz, ale obsługiwały również składy pasażerskie. Z czasem zaczęto prowadzić nimi jedynie pociągi osobowe.
Pod koniec lat 90. ONCF rozpoczął eksploatację nowych lokomotyw, w związku z czym zaczęto wycofywać starsze elektrowozy serii E1000. W 2002 w eksploatacji pozostawało 14 sztuk, rok później 12, a w 2004 już tylko 6 egzemplarzy. Do 2012 wszystkie elektrowozy zostały wycofane z ruchu.